# Medinilla

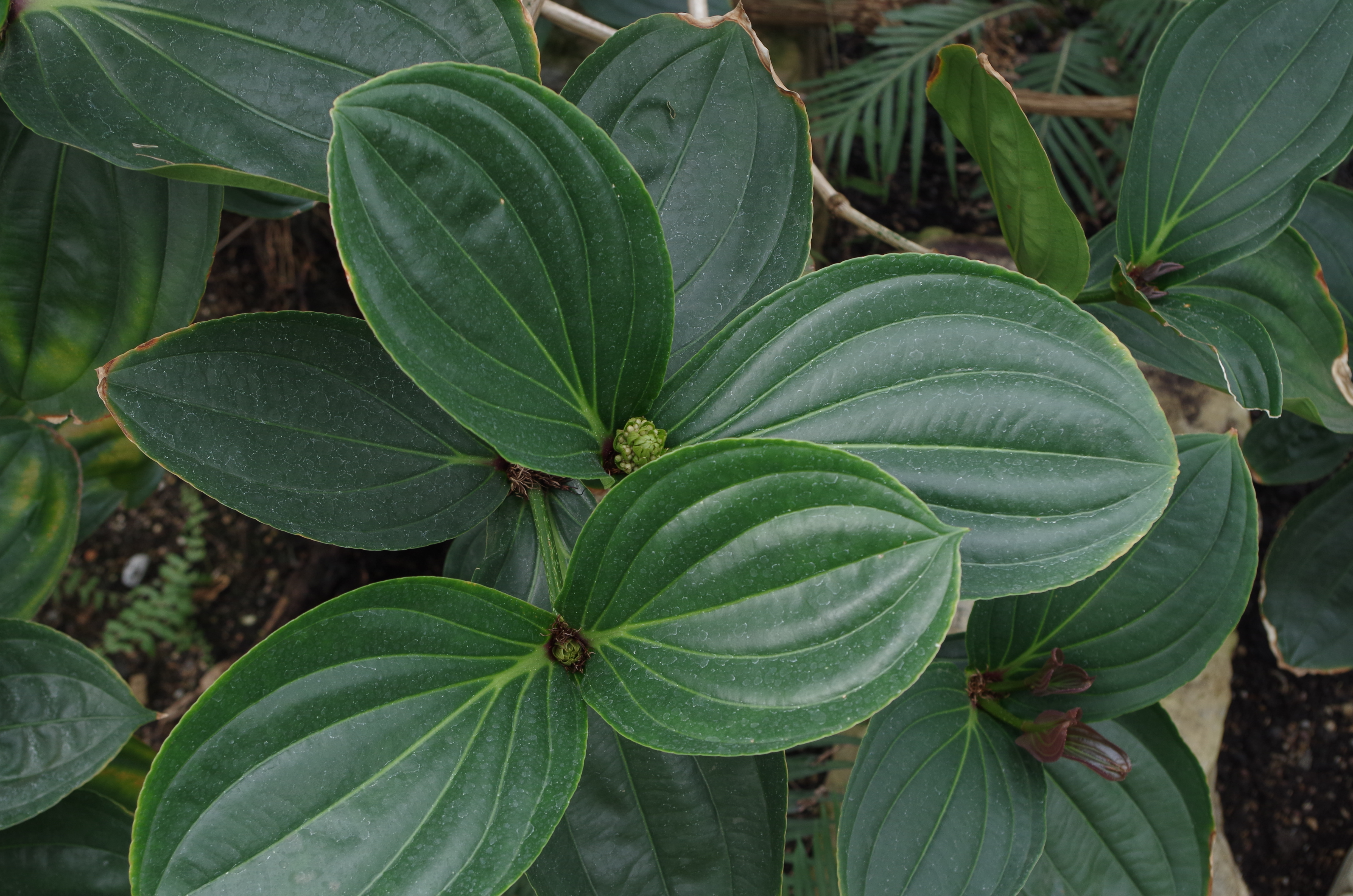
Medinilla intermedia

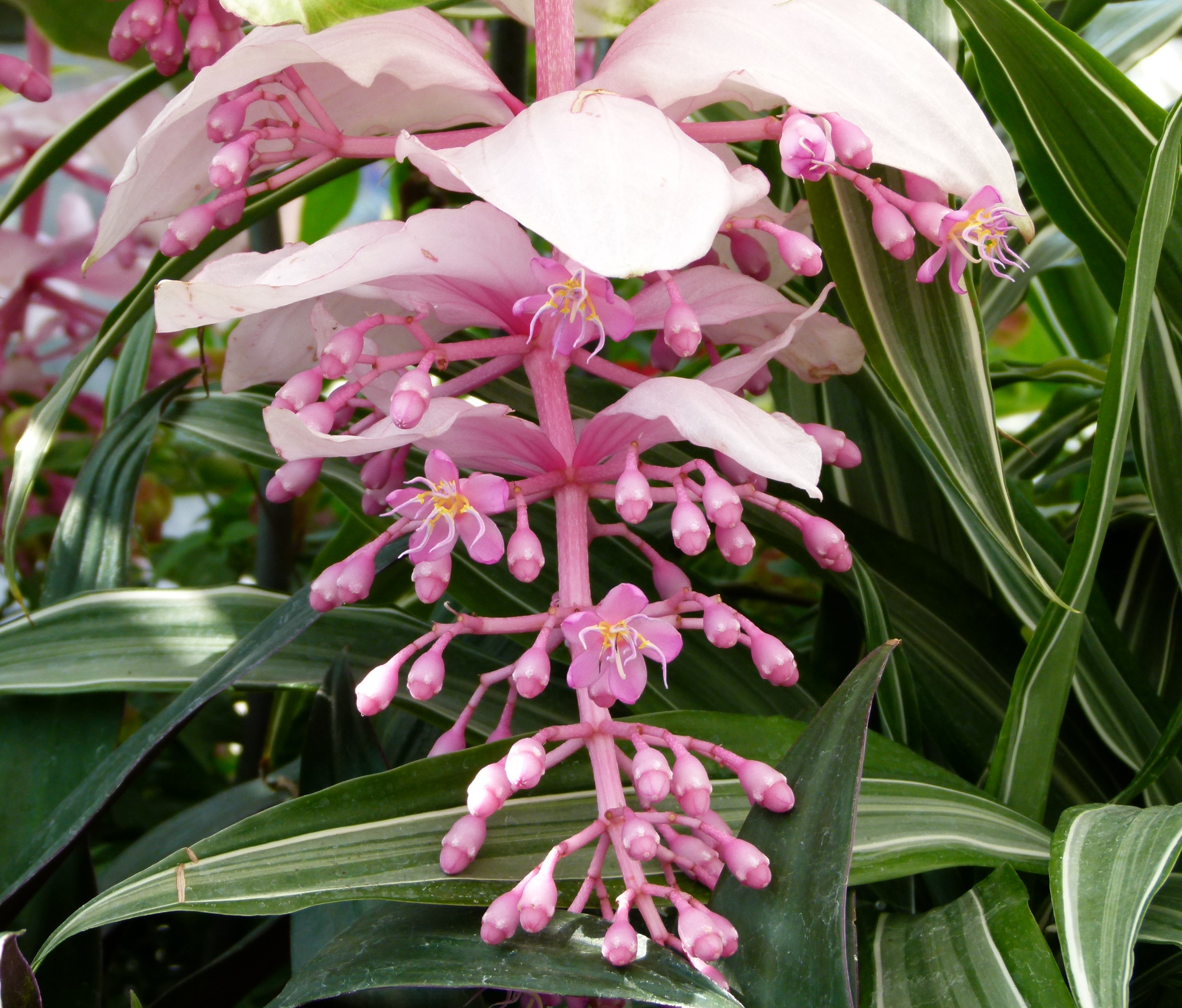
Medinilla magnifica

A Medinilla a mirtuszvirágúak (Myrtales) rendjébe, ezen belül a díszlevélfafélék (Melastomataceae) családjába tartozó nemzetség.

## Nevük
Ez a növénynemzetség a nevét, J. de Medinilla-ról kapta, aki 1820-ban a Mariana-szigetek kormányzója volt.

## Rendszerezés
A nemzetségbe az alábbi 86 faj tartozik:
- Medinilla acutissimifolia H. Perrier
- Medinilla albiflora H. Perrier
- Medinilla ambrensis Jum. & H. Perrier
- Medinilla andasibeensis Jum. & H. Perrier
- Medinilla andrarongensis Jum. & H. Perrier
- Medinilla angustifolia Jum. & H. Perrier
- Medinilla ankaizinensis H. Perrier
- Medinilla arboricola F.C. How
- Medinilla ascendens Jum. & H. Perrier
- Medinilla assamica (C.B. Clarke) C. Chen
- Medinilla baronii Baker
- Medinilla basaltarum Jum. & H. Perrier
- Medinilla bigradata H. Perrier
- Medinilla cacuminum Jum. & H. Perrier
- Medinilla calcicrassa Jum. & H. Perrier
- Medinilla campanulata Jum. & H. Perrier
- Medinilla chapelieri Cogn.
- Medinilla chermezonii H. Perrier
- Medinilla cordifolia Baker ex H. Perrier
- Medinilla coursiana H. Perrier
- Medinilla cucullata H. Perrier
- Medinilla cymosa Jum. & H. Perrier
- Medinilla decaryi H. Perrier
- Medinilla divaricata Baker
- Medinilla engleri Gilg
- Medinilla ericarum Jum. & H. Perrier
- Medinilla falcata H. Perrier
- Medinilla fasciculata Baker
- Medinilla fengii (S.Y. Hu) C.Y. Wu & C. Chen
- Medinilla flagellifera Jum. & H. Perrier
- Medinilla formosana Hayata
- Medinilla glomerata Jum. & H. Perrier
- Medinilla hayatana H. Keng
- Medinilla himalayana Hook. f. ex Triana
- Medinilla humbertiana H. Perrier
- Medinilla humblotii Cogn.
- Medinilla ibityensis H. Perrier
- Medinilla intermedia H. Perrier
- Medinilla ivohibeensis H. Perrier
- Medinilla lanceata (M.P. Nayar) C. Chen
- Medinilla lanceolata Baker
- Medinilla lemurum H. Perrier
- Medinilla leptophylla Baker
- Medinilla linearifolia Baker
- Medinilla longifolia Jum. & H. Perrier
- Medinilla lophoclada Baker
- Medinilla macrophyma Jum. & H. Perrier
- óriás medinilla (Medinilla magnifica) Lindl.
- Medinilla mandrakensis H. Perrier
- Medinilla mannii Hook. f.
- Medinilla masoalensis Jum. & H. Perrier
- Medinilla matitanensis Jum. & H. Perrier
- Medinilla micrantha Jum. & H. Perrier
- Medinilla micranthera Jum. & H. Perrier
- Medinilla mirabilis (Gilg) Jacq.-Fél.
- Medinilla nana S.Y. Hu
- Medinilla oblongifolia Cogn.
- Medinilla occidentalis Naudin
- Medinilla ovata Jum. & H. Perrier
- Medinilla pachyphylla Jum. & H. Perrier
- Medinilla papillosa Baker
- Medinilla parvifolia Baker
- Medinilla pendens Jum. & H. Perrier
- Medinilla petelotii Merr.
- Medinilla prostrata Jum. & H. Perrier
- Medinilla rotundiflora H. Perrier
- Medinilla rubella H. Perrier
- Medinilla rubicunda (Jack) Blume
- Medinilla rubrinervia Jum. & H. Perrier
- Medinilla sarcorhiza (Baill.) Cogn.
- Medinilla sedifolia Jum. & H. Perrier
- Medinilla septentrionalis (W.W. Sm.) H.L. Li
- Medinilla speciosa Reinw. ex Blume, 1831
- Medinilla sphaerocarpa Hochr.
- Medinilla subcordata Cogn.
- Medinilla tetragona Cogn.
- Medinilla torrentum Jum. & H. Perrier
- Medinilla triangularis Jum. & H. Perrier
- Medinilla tsinjoarivensis H. Perrier
- Medinilla tuberosa Jum. & H. Perrier
- Medinilla uncidens Jum. & H. Perrier
- Medinilla viguieri H. Perrier
- Medinilla viscoides (Lindl.) Triana
- Medinilla vohipararensis Jum. & H. Perrier
- Medinilla quadrangularis Jum. & H. Perrier
- Medinilla quartzitarum Jum. & H. Perrier